# Cutomu Seki
Cutomu Seki (japonsko 関勉), japonski astronom, * 3. november 1930, Koči, prefektura Koči, otok Šikoku, Japonska.

## Delo
Seki je odkril številne komete. Med najbolj znanimi je Komet Ikeya-Seki (C/1965 S1).
Odkril je tudi 225 asteroidov. Med njimi sta pomembnejša Amorski asteroid (13553) JE in trojanski asteroid (5209) 1989 CW1.
Mnoga njegova odkritja je poimenoval po znanih mestih v prefekturi Koči.
Sedaj je predstojnik Observatorija Geisei.